# Ликодия Еубеа
Ликодѝя Еубѐа (на италиански: Licodia Eubea, на сицилиански Liccudìa, Ликудия) е малко градче и община в Южна Италия, провинция Катания, автономен регион и остров Сицилия. Разположено е на 600 m надморска височина. Населението на общината е 3009 души (към 2010 г.).